# Clemmons
Clemmons is een plaats (village) in de Amerikaanse staat North Carolina, en valt bestuurlijk gezien onder Forsyth County.

## Demografie
Bij de volkstelling in 2000 werd het aantal inwoners vastgesteld op 13.827. In 2006 is het aantal inwoners door het United States Census Bureau geschat op 16.730, een stijging van 2903 (21,0%).

## Geografie
Volgens het United States Census Bureau beslaat de plaats een oppervlakte van 28,0 km², waarvan 27,7 km² land en 0,3 km² water. Clemmons ligt op ongeveer 267 m boven zeeniveau.

## Plaatsen in de nabije omgeving
De onderstaande figuur toont nabijgelegen plaatsen in een straal van 20 km rond Clemmons.